# Операция Швайнфурт-Регенсбург
Операция Швайнфурт-Регенсбург е въздушна битка през Втората световна война. На 17 август 1943 г. американската авиация с далечен обсег на действие осъществява над Германия двоен въздушен удар. Две групи тежки бомбардировачи Б-17 бомбардират заводи от жизненоважно значение за Луфтвафе в Швайнфурт и Регенсбург.

## Цели
Задачата е да се отслаби германската самолетостроителна промишленост. Заводите в Регенсбург са най-големият производител на основния изтребител на Луфтвафе – Месершмит Ме-109, а заводите в Швайнфурт са почти единственият доставчик на сферични лагери за германската самолетна индустрия. Евентуалното им изваждане от строя би парализирало останалите самолетни заводи и Луфтвафе като цяло.
По далечната цел е постигане на пълно въздушно превъзходство над Луфтвафе в подготовката за десанта в Нормандия.

## Предистория
На срещата в Казабланка, Мароко, през януари 1943 съюзниците приемат т.нар. директива „Point Blanc“, в която са набелязани главните цели пред съюзническата авиация:
| „ | Прогресивно и методично унищожаване и дезорганизация на германските военни, промишлени и икономически системи и подкопаване на бойния дух на германския народ до степен, където техният капацитет за въоръжена съпротива е решително отслабен. Да се използва всяка възможност, да се атакува Германия денем и нощем, да се поддържа постоянен натиск върху германския боен дух, да се нанасят тежки загуби на германските военновъздушни сили и да се държат изтребителите на Луфтвафе далеч от руския и средиземноморския театър на бойните действия. | “ |

На американските и Кралските ВВС е наредено „да се унищожат вражеските ВВС навсякъде, където бъдат открити – във въздуха, на земята или в заводите“. Сред поставените задачи са да се бомбардират специфични цели като самолетни заводи, петролни рафинерии, транспортни центрове, заводи и бази за подводници, както и големи германски градове, включително Берлин, „за да се окаже неблагоприятен ефект върху бойния дух на врага“.
В изпълнение на директивата „Point Blanc“, през пролетта на 1943 бомбардировките са съсредоточени над заводите за изтребители Фоке-Вулф в Бремен и Касел. През юли на американските 8-а, 9-а и 15-а въздушни армии (ВА) е възложено бомбардиране на жизненоважните за Луфтвафе и целия Райх петролни рафинерии в Плоещ, на заводите за сферични лагери в Швайнфурт и на заводите за изтребители Месершмит в Регенсбург и Винер Нойщат край Виена. Операциите над Плоещ и Винер Нойщат трябва да бъдат извършени от базираните в Северна Африка сили – 9-а и 12-а въздушни армии, а над Швайнфурт и Регенсбург – от 8-а въздушна армия от територията на Великобритания. На 1 август 1943 г. 177 тежки бомбардировача Б-24 осъществяват операция Приливна вълна над Плоещ. „Летящите крепости“ понасят катастрофални загуби – едва 88 самолета се завръщат в базата си, от тях 55 са с тежки повреди.
Първоначалният план на съюзниците предвижда координирана атака в един ден на 7 август над Швайнфурт и Регенсбург от Б-17 на 8-а въздушна армия и над Винер Нойщат от Б-24 на 9-а въздушна армия, с цел да се разстрои и дезорганизира германската изтребителна авиация и ПВО. Поради тежките загуби над Плоещ в състава на 9-а ВА остават едва 60 годни самолета, а поради лошите метеорологични условия над Великобритания атаката е отложена. 9-а ВА от базите си в Либия осъществява самостоятелно удара над Винер Нойщат на 13 август, а полетите от острова са отложени за пореден път заради лошото време.

## Сили
Планът за атаката предвижда две бомбардировъчни формации да нанесат два отделни удара с малък интервал. Поради ограничения боен радиус на изтребителите, те могат да осигурят ескорт и прикритие само над Ламанша и до Ойпен, Белгия. За объркване на Луфтвафе няколко малки групи Б-26 и изтребители трябва да атакуват летища и други бази по крайбрежието на Франция и Нидерландия.
Първата група от 146 бомбардировача Б-17 (командващ полковник Къртис Лемей) трябва да нанесе удара над Регенсбург, след което да завие на юг и да се насочи към Северна Африка. Втората група от 230 Б-17 (с командир бригаден генерал Робърт Уилямс) трябва да пристигне малко след първата и да бомбардира заводите в Швайнфурт. По този начин германските изтребители ще бъдат хванати на земята, докато презареждат с гориво и боеприпаси след първата атака. Планът е прост – самолетите на Лемей трябва да посрещнат първоначалния щурм на Луфтвафе по пътя до Регенсбург, след което ще се измъкнат над Алпите, а групата на Уйлямс ще се бие по обратния път до Албиона.

## Атаката
Групата на Лемей излита в 8.00 (GMT) сутринта на 17 август и лети ешелонирана в клиновиден боен строй. Около 15 минути след като минават над крайбрежието в 10.00, те са подложени на първите атаки от Луфтвафе, които продължават с нарастваща интензивност по време на целия полет до целта. След 90 минути въздушен бой германските изтребители се оттеглят, за да заредят с гориво и боеприпаси. Огънят на зенитната артилерия над Регенсбург е сравнително слаб и останалите в строя 126 бомбардировача пускат почти 300 тона бомби над заводите за изтребители с висока степен на точност около 11:43 GMT. След това групата завива към Алпите в посока към Тунис, преследвани от сравнително малко двумоторни изтребители на Луфтвафе, които обаче скоро са принудени да се върнат за презареждане. Още няколко самолета кацат в Швейцария или падат в Средиземно море поради повреди или изчерпване на горивото. Общо 24 бомбардировача са загубени и над 60 от достигналите Тунис 122 самолета са с тежки повреди.
Втората група бомбардировачи излита близо 3 часа по-късно поради влошеното време. Първите германски атаки започват почти веднага, още над Ламанша, и прилагат различна тактика от сутринта. Водещият ешелон на бомбардировачите е подложен на постоянни фронтални атаки от изтребители Ме-109 и Фоке-Вулф 190. Вече над германска територия, към атаката на Луфтвафе се присъединяват изтребители Ме 109-Г6 от Jagdgeschwader 11, въоръжени с неуправляеми ракети „въздух-въздух“ под крилата, както и двумоторни тежки изтребители Ме-110 „Разрушител“, също с подобно ракетно въоръжение. Като цяло, срещу „крепостите“ са хвърлени повече от 300 изтребителя от 24 различни бази на Луфтвафе. Загубите сред водещото крило на бомбардировачите са толкова големи, че екипажите очакват цялата група да бъде напълно унищожена преди още да достигне целта. Около 15 мили преди Швайнфурт обаче изтребителите кацат за презареждане, за да могат да атакуват групата на връщане. На 5 мили преди Швайнфурт германската зенитна артилерия открива масиран и ефективен преграден огън по маршрута на бомбардировачите. Между 14:57 и 15:21 GMT останалите в строя 183 самолета хвърлят над 424 тона бомби над Швайнфурт, включително 125 тона запалителни. Няколко бомбардировача са свалени от противовъздушния огън над града, а останалите се насочват обратно към Брюксел. Около 15:30 германските изтребители подновяват атаките си, като сега се съсредоточават над повредените самолети. След 16:20 бомбардировачите са посрещнати от американски и английски изтребители (93 Р-47 и 95 Спитфайър), за да осигурят прикриващ ескорт, като докладват за 21 свалени германски самолета, но още 8 крепости са загубени, преди групата да достигне Северно море, където падат още 3 бомбардировача. Общо от втората група са свалени 36 бомбардировача.

## Резултати
Като цяло, от двата удара общо 60 „крепости“ са загубени над германска територия или се разбиват в морето. 552-ма членове на екипажите са убити, пленени или изчезнали. 87 други самолета са изоставени в Африка поради тежките повреди, а 95 от останалите самолети получават повреди в различна степен. Свалени са и три изтребителя Р-47 и 2 Спитфайер. Много убити и ранени има и сред екипажите на самолетите, които се завръщат. Германските загуби са 40 изтребителя.
В Регенсбург всичките 6 главни цеха от завода на Месершмит са унищожени или тежко повредени, както и много спомагателни сгради. В Швайнфурт пораженията са по-малки, но все пак значителни. Алберт Шпеер докладва за 34 % моментен спад на производството, но недостигът бързо е компенсиран от запасите, намираши се в цяла Германия, както и от увеличаване на производството в останалите заводи. Германската военна промишленост, макар и уязвима при продължителна кампания, не може да бъде ликвидирана с един-единствен удар. Сред главните грешки на американците са, че разделят силите си на две, вместо всички да атакуват заводите за лагери, и второ, че не предприемат повторни атаки след първия удар. А причината са големите загуби след мисията и недостига на боеспособни самолети за сравнително дълъг период след това.

## Втората бомбардировка над Швайнфурт
На 14 октомври 1943 американското командване осъществява втори рейд над Швайнфурт. 291 Б-17 се насочват към Швайнфурт, а 60 Б-24 са изпратени да бомбардират Емден в Северна Германия, за отвличане на вниманието. Изтребителите от Jagdgeschwader 3 (J3) прехващат крепостите още над крайбрежието. Над Нидерландия J1 и J26 осъществяват многократни атаки. За броени минути водещото крило (305-а бомбардировъчна група) губи 13 от 16-те си Б-17. След бомбардировката „крепостите“ са атакувани отново от презаредилите германски изтребители (J11 сваля 18 Б-17). Много крепости са свалени и от зенитния огън, а само 33 Б-17 се завръщат в базата си без повреди. Свалени са общо 77 „летящи крепости“ и един изтребител Р-47. 650 членове на екипажа не се завръщат (само 65 оцеляват в германските лагери за военнопленници и са освободени след войната), сред завърналите се самолети има 5 убити и 43 ранени от екипажите. Германските загуби са 38 изтребителя Месершмит и Фоке-Вулф. Тежко повредени са заводите „Kugelfischer“, „Vereinigte Kugellagerfabriken“ и „Fichtel & Sachs“.
Аналогичните мисии с големи загуби до края на 1943 г. на американските ВВС над заводите за изтребители Фоке-Вулф в Мариенбург, Бремен и Касел, както и тежките загуби при операция Приливна вълна, водят до спиране на самостоятелните дневни рейдове на бомбардировачи, докато американците не разгръщат достатъчно изтребители за далечно действие Р-38 Лайтнинг и P-51 Мустанг като ескорт на бомбардировъчните формации през пролетта на 1944.